# نیکامرغ
نیکامرغ‌ها یا پیروزمرغ‌ها (نام علمی: Nicator) نام یک سرده از تیره بلبلان است.